# 眾愛可維2019冠狀病毒病疫苗

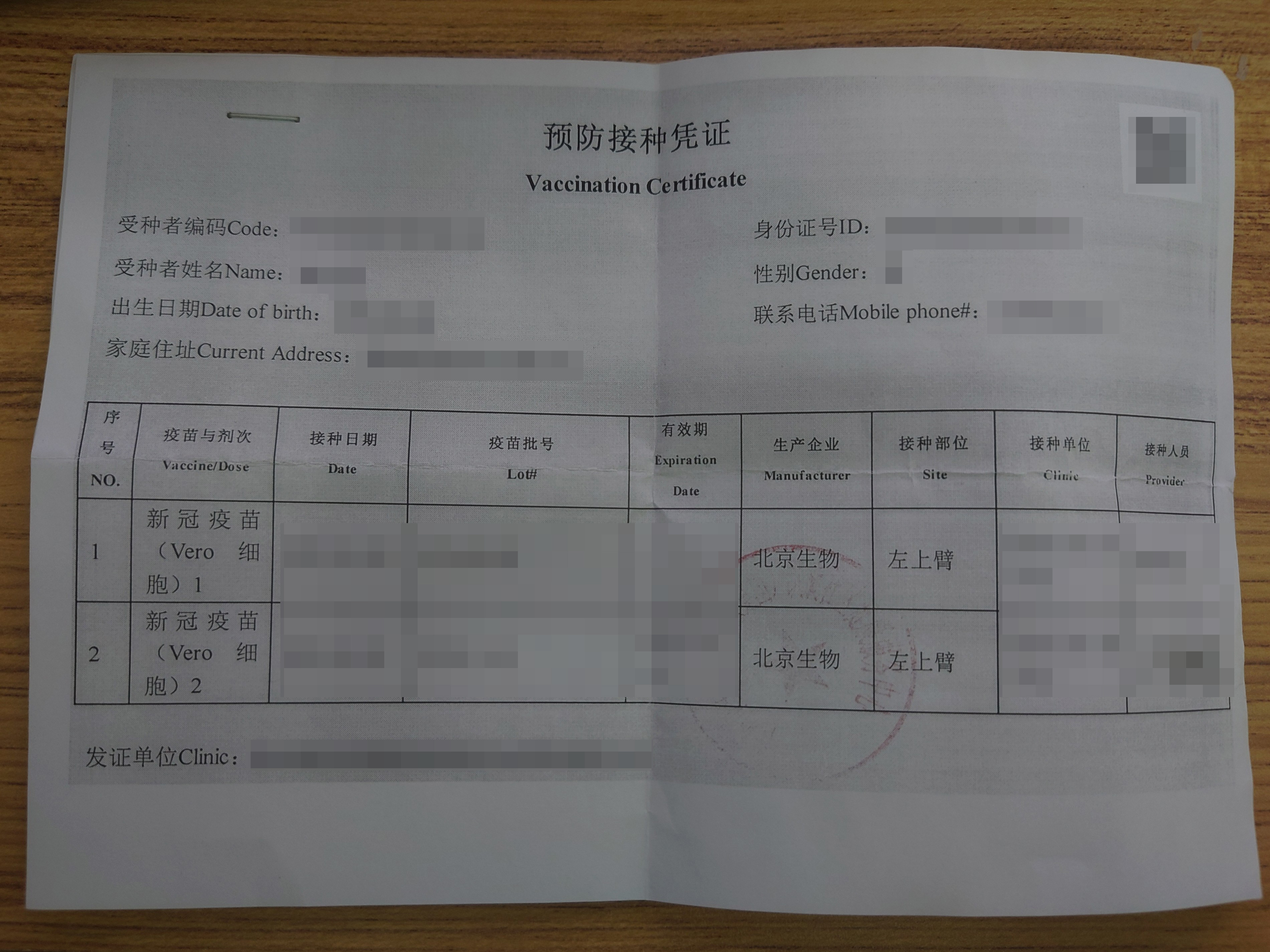
一张中国国药北京生物新冠肺炎疫苗BBIBP-CorV的预防接种凭证

众爱可维（代号：BBIBP-CorV ）是由中国医药集团北京生物制品研究所（BBPI）研发的一款2019冠状病毒病疫苗，该疫苗采用灭活SARS-CoV-2病毒（Vero细胞）技术，获得有世界卫生组织紧急使用认证。《美国医学会杂志》刊登的经过同行评审的Ⅲ期临床试验结果（于阿拉伯联合酋长国和巴林）显示，众爱可维对预防有症状感染的有效率为78.1%，对预防重症病例的有效率为100%。该疫苗由中国生物董事长、首席科学家杨晓明主持开发。

## 介绍
众爱可维是采用灭活SARS-CoV-2病毒（Vero细胞）技术的一款2019冠状病毒病疫苗。该疫苗带有疫苗瓶监控器，疫苗瓶上的小标签会随着疫苗環境的热度而变色，卫生工作者可以根據疫苗瓶來判斷疫苗是否過期。
2020年12月30日，中国生物北京公司发布Ⅲ期临床试验期中分析数据，宣布保护效力为79.34%，并已向国家药品监督管理局提交附条件上市申请。次日，国务院联防联控机制发布，疫苗已获得国家药监局批准附条件上市。
2021年4月起，为了进一步保障疫苗供应，北京生物制品研究所委托国药中生旗下兰州生物制品研究所、成都生物制品研究所、长春生物制品研究所承担该疫苗制剂的分包装任务。
2021年5月7日，疫苗获得世界卫生组织紧急使用认证。
2021年7月12日，全球疫苗免疫联盟（GAVI）12日宣布已同国药集团和科兴公司分别签署了预购协议，这意味着国药疫苗和科兴疫苗进入“新冠肺炎疫苗实施计划”（COVAX）疫苗库，并可从7月开始向COVAX供应疫苗以用于发展中国家的新冠疫情防控。。
2021年7月16日，经国务院联防联控机制有关部门组织论证，众爱可维获批在中国大陆3-17岁人群中紧急使用。该疫苗已经在河南完成I/II期临床试验，3-17岁人群免后中和抗体阳转率为100%。

## 临床试验

### Ⅰ期与Ⅱ期
2020年4月，国药集团北京生物制品研究所和武汉生物制品研究所的两款新型冠状病毒疫苗临床试验申请被批准。6月6日，研究者发表了疫苗候选物中试规模，报告该疫苗在小鼠、大鼠、豚鼠、兔和非人类灵长类动物（食蟹猴和猕猴）中诱导高水平的中和抗体滴度(效價，Titer)。10月15日，研究者发表临床I期和II期的临床试验结果，显示疫苗在18到59岁的健康人群和60到80岁的长者群体中都产生了有效免疫反应。此外，研究发现相距21或28天的两针联程疫苗能够产生较高的中和抗体水平。

### Ⅲ期
2020年7月16日，国药集团开始在阿拉伯联合酋长国对31000名志愿者进行III期疫苗试验。2020年12月9日，阿联酋卫生部表示三期临床试验数据的中期分析显示该疫苗有效率达到86%，中和抗体阳转率99%，预防中度和重度病例有效性为100%，并宣布阿联酋正式批准注册该疫苗。
2020年9月，巴林参与了该疫苗的三期临床试验，巴林王储以志愿者身份带头接种，约7700余名志愿者参与此次疫苗临床试验。
除阿联酋、巴林外，该疫苗还在埃及和约旦进行了III期临床试验。

## 批准上市

### 阿聯
2020年12月9日，阿联酋卫生部宣布正式批准注册该疫苗上市。

### 巴林
2020年12月13日，巴林国家卫生监管局宣布在中国医药集团在中东和北非的独家经销商G42 Healthcare提交上市所需相关文件后，其审核了42299名志愿者被试的III期临床试验结果，结果显示该疫苗的有效率为86%，中和抗体的血清转化率为99％，预防中度和重度COVID-19的有效性为100％，并正式批准该疫苗在巴林王国注册上市。

### 玻利維亞
2021年2月11日，玻利维亚卫生部与中国医药集团通过视频会议形式签署中玻两国新型冠状病毒疫苗合作签约仪式，正式批准该疫苗上市。